# Financial Crimes Enforcement Network
Das Financial Crimes Enforcement Network (FinCEN) ist eine Bundesbehörde im Geschäftsbereich des US-Finanzministeriums und die Financial Intelligence Unit (FIU) der USA. Ihr Aufgabenbereich umfasst die Bekämpfung von illegaler Nutzung des Finanzsystems durch Sammlung und Analyse von Finanzdaten. FinCEN ist Mitglied der Egmont Group of Financial Intelligence Units und unterstützt die Financial Action Task Force on Money Laundering.

## FinCEN Files
Am 20. September 2020 wurden die sogenannten FinCEN Files veröffentlicht. Es handelt sich dabei um eine Sammlung von über 2657 Dokumenten des FinCEN, darunter mehr als 2100 Geldwäsche-Verdachtsmeldungen, welche dem US-amerikanischen Medienunternehmen BuzzFeed zugespielt und an das Internationale Netzwerk investigativer Journalisten weitergeleitet wurden.